# Football Club de Blida
Maillots
Le Football Club Blidéen (en arabe : نادي البليدة لكرة القدم), plus couramment abrégé en FC Blidéen, est un doyen des clubs de l'Afrique du Nord de football fondé en 1904 par des colons Blidéens et disparu en 1962, et basé dans la ville de Blida. Il évoluait au stade du FCB (actuellement Stade Zoubir-Zouraghi).

## Histoire

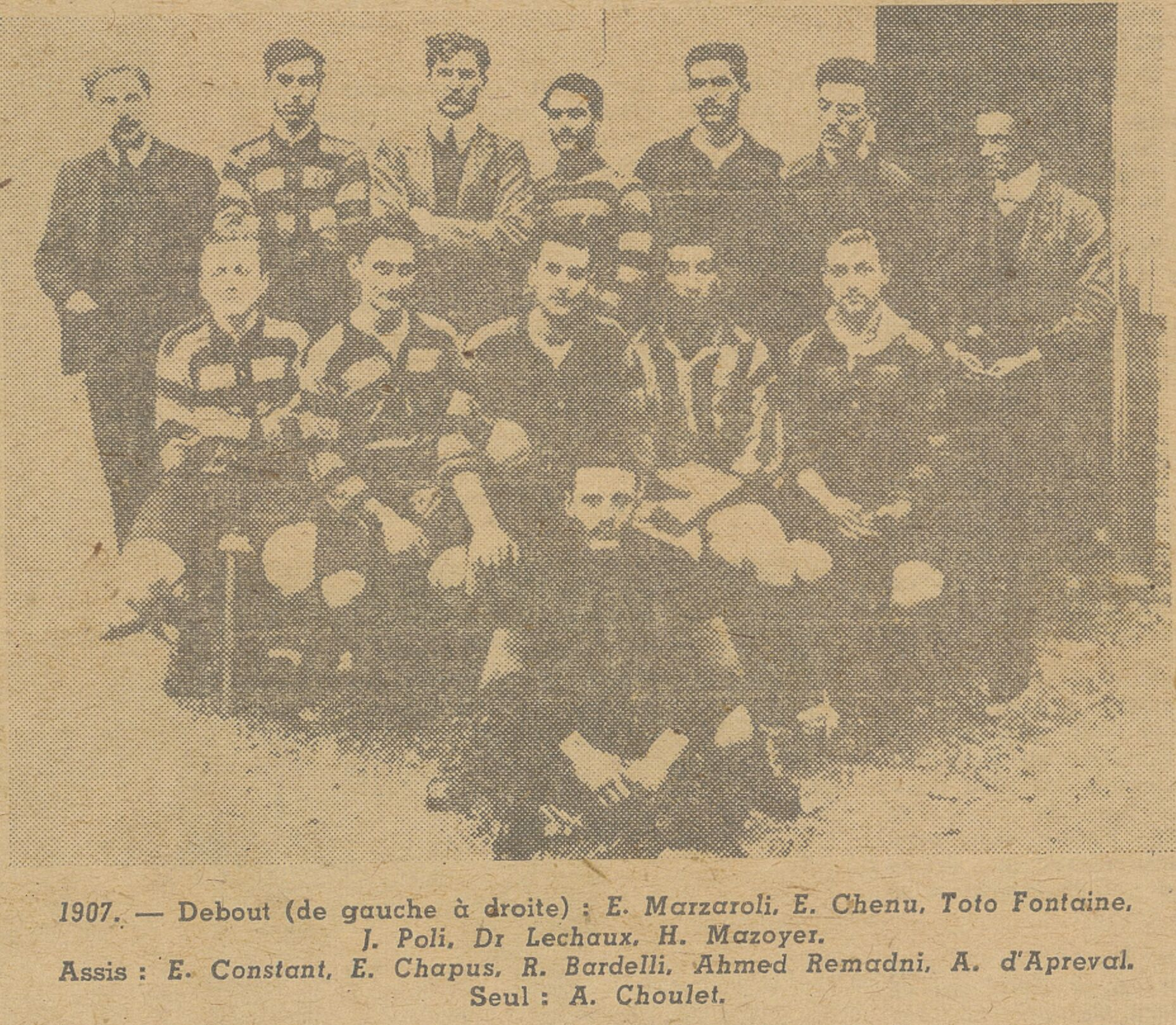
FC Blida en 1907. Debout (de gauche à droite) : E. Marzaroli, E. Chenu, Toto Fontaine, J. Poli, Dr Lechaux, H. Mazoyer.
Assis : E. Constant, E. Chapus, R. Bardelli, Ahmed Remadni, A. d'Apreval.
Seul : A. Choulet

Ce club très ancien et pionnier du football français en Afrique du Nord s'affirma rapidement comme l'un des meilleurs en son temps. Très populaire, ce club disputa les différentes compétitions de la Ligue d'Alger et remporta de nombreux titres dont ceux de l'ULNA à savoir le Championnat d'Afrique du Nord et la Coupe d'Afrique du Nord.
Le FC Blida participa également à la Coupe de France, lorsque les clubs nord-africains furent autorisés à concourir dans cette compétition. À l'indépendance de l'Algérie, le COLLA organisme régissant le football en 1962, stoppa les compétitions footballistiques, le FC Blida contraint d'arrêter ses activités fut donc dissout la même année après cinquante-huit ans d'existence.

## Palmarès
Le tableau suivant présente le palmarès du Football Club Blidéenne.
| Compétitions nationales | Compétitions internationales |
| - Championnat d'Alger (DH) (6) : - Champion : 1921, 1922, 1923, 1924, 1929 et 1953 - Vice-champion : 1931, 1933, 1935 et 1940 - Coupe Forconi (4) : - Vainqueur : 1946, 1952, 1954 et 1955 - Finaliste : 1926, 1950 - Coupe Gaston Ricci : - Vainqueur : 1928 | - Championnat d'Afrique du Nord (2) : - Champion : 1923 et 1929 - Vice-champion : 1921, 1924 et 1953 - Coupe d'Afrique du Nord (1) : - Vainqueur : 1952 |

Compétitions amicales
- Championnat d'Afrique du Nord Française (1) :
  - Champion : 1912

### Bilan saison par saison
Le tableau suivant présente le bilan saison par saison du football Club Blidéen.

## Personnalités du club
Présidents
- Louis Rivet
- Armand Ruiz
- Albert Donada
- Félix Roux, 1962

Entraîneurs
- Eugène Stern, 1928
- Bébert Ramos, 1940-1941
- Ludovic Torrès
- Louis Soria
- Baptiste Mascherpa
- Schmitt, 1951-1952
- Josef Jelinek, 1952-1953
- Bébert Ramos, 1953-1955
- Lucien Jasseron, 1955-1956

## Joueurs emblématiques
- Abderrahmane Meftah

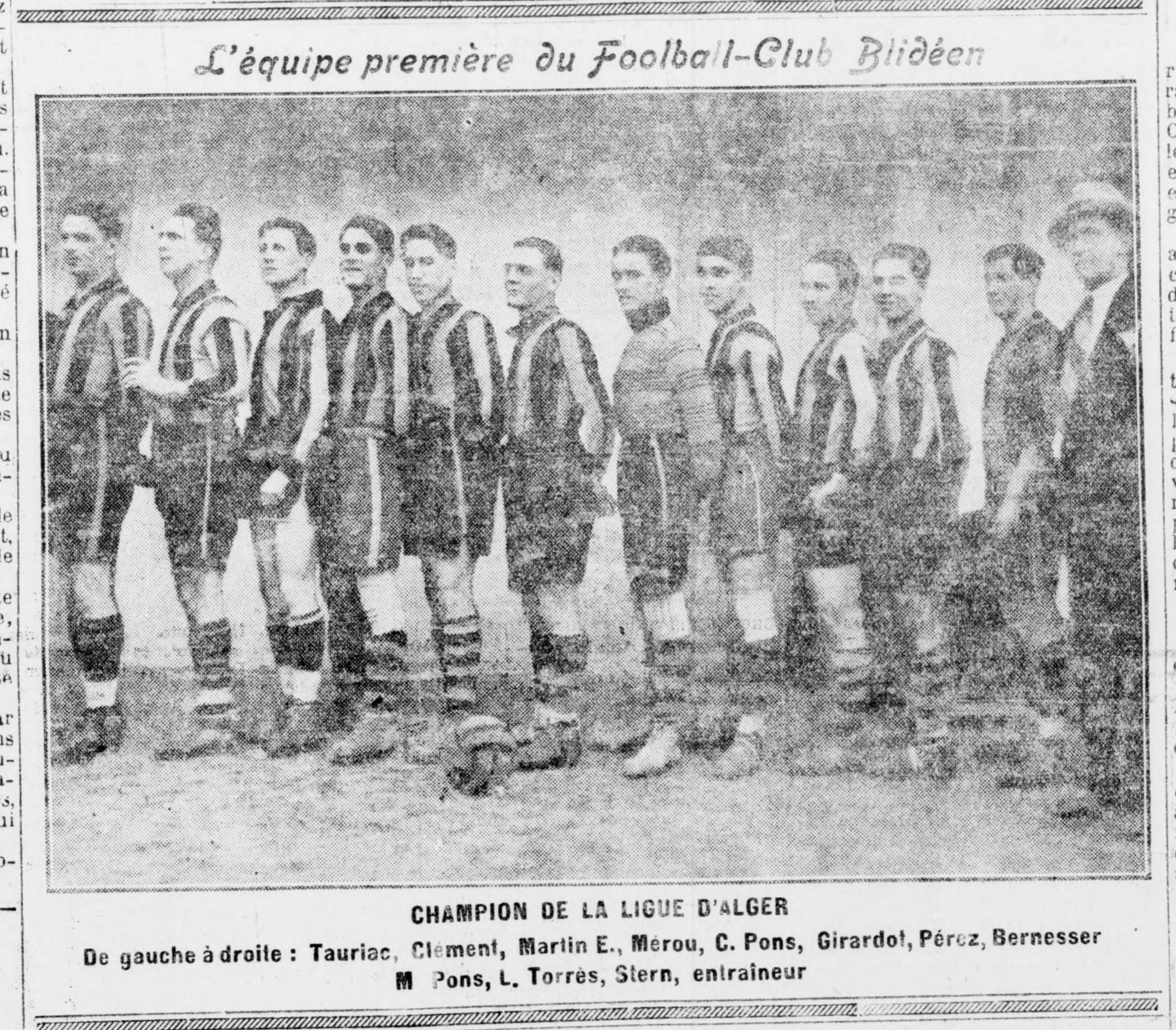
FC Blidéen Champion de La Ligue d'Alger 1928-29

Équipe du Football Club Blida vainqueur de Coupe Forconi de football 1951-1952

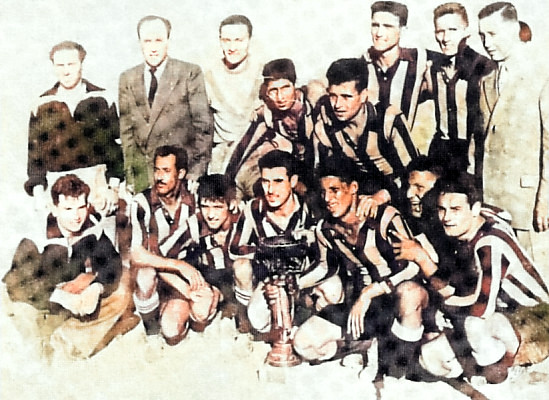
FC Blidéen (Alger) vainqueur de la Coupe d'Afrique du Nord (1951-1952).

- Maâmar Ousser, 1 sélection avec l'équipe d'Algérie en 1964.
- Djilali Hasni
- Pierre Chesneau, 1 sélection avec l'équipe de France en 1924.
- Georges Bonello, 3 sélection et 1 but marqué avec l'équipe de France entre 1926 et 1927, Professionnel à l'Olympique de Marseille.
- Henri Salvano, 1 sélection et 1 but marqué sélection avec l'équipe de France en 1926 et 1 sélection en Equipe Olympique en 1924.
- Armand Libérati, Professionnel à l'Olympique de Marseille et 19 sélection avec l'équipe de France B en 1924.
- Sauveur Rodriguez, 1 sélection avec l'équipe de France en 1947.
- Bernard Rahis, 3 sélection et 1 but marqué avec l'équipe de France entre 1959 et 1961.
- Armand Ruiz (1925-2007)
- Georges Joseph Riera (1928-2020)
- Claude Paul Sicard (1930-2021)
- Charles Jean Pierre Camand (1930-2020)
- Guy Zaragozi
- Alain Torres
- Tonio Torres
- Marcel Schaeffer
- Roger Cau
- Van Houtte
- Jacques Robert Emile Combecave (1937-2010)
- Jean-Pierre Fernand Marchesano (1931-2010)
- Louis Garguillo
- Georges Francois Noel Bachelu